# Premio Magritte per la migliore scenografia
Il Premio Magritte per la migliore scenografia (Magritte des meilleurs décors) è un premio cinematografico assegnato annualmente dall'Académie André Delvaux.

## Vincitori e candidati
I vincitori sono indicati in grassetto, a seguire gli altri candidati.

### Anni 2010-2019
- 2011: Eric Blesin e Marc Nis - Panico al villaggio (Panique au village)
  - Patrick Dechesne e Alain-Pascal Housiaux - Illégal
  - Mohammed Ayada - Les Barons
- 2012: Véronique Sacrez - Quartier lointain
  - Eugénie Collet, Florence Vercheval - La meute
  - Igor Gabriel - Il ragazzo con la bicicletta (Le Gamin au vélo)
  - Paul Rouschop - Un'estate da giganti (Les géants)
- 2013: Alina Santos - Dead Man Talking
  - Françoise Joset - L'Envahisseur
  - Patrick Dechesne, Alain-Pascal Housiaux - La Folie Almayer
- 2014: Véronique Sacrez - Tango Libre
  - Igor Gabriel - La quinta stagione (La Cinquième Saison)
  - Catherine Cosme - Le monde nous appartient
- 2015: Hubert Pouille - Marina
  - Igor Gabriel - Due giorni, una notte (Deux jours, une nuit)
  - Julia Irribarria - Lacrime di sangue (L'Étrange Couleur des larmes de ton corps)
- 2016: Emmanuel de Meulemeester - The Lonely Hearts Killers (Alleluia)
  - Paul Rouschop - All Cats Are Grey (Tous les chats sont gris)
  - Eve Martin - Je suis mort mais j'ai des amis
- 2017: Paul Rouschop - Les Premiers, les Derniers
  - Véronique Sacrez - Éternité
  - Florin Dima - Keeper
- 2018: Laurie Colson - Raw - Una cruda verità (Grave) 
  - Luc Noël - Mon ange
  - Catherine Cosme - Un matrimonio (Noces)
- 2019: Alina Santos - Laissez bronzer les cadavres
  - Véronique Sacrez - Bye Bye Germany (Es war einmal in Deutschland...)
  - Philippe Bertin - Girl

### Anni 2020-2029
- 2020: Catherine Cosme - Lola (Lola vers la mer)
  - Hubert Pouille e Pepijn Van Looy - De Patrick
  - Françoise Joset - The Room
- 2023: Eve Martin - Close
  - Paul Rouschop - Nessuno deve sapere (Nobody Has to Know)
  - Anna Falguères - Generazione Low Cost (Rien à foutre)
- 2024: Eve Martin - Augure - Ritorno alle origini (Augure)
  - Catherine Cosme - L'amore secondo Dalva (Dalva)
  - Julien Dubourg - La sindrome degli amori passati (Le Syndrome des amours passées)
- 2025: Catherine Cosme - La nuit se traîne
  - Ladys Oliviera Silva - Il pleut dans la maison
  - Ève Martin - Quitter la nuit